# Soldiers Grove, Wisconsin
Soldiers Grove là một làng thuộc quận Crawford, tiểu bang Wisconsin, Hoa Kỳ. Năm 2006, dân số của làng này là 653 người.